# Joseph Strutt
Ne doit pas être confondu avec Joseph Strutt (graveur).
Joseph Strutt (1765-1844) est un philanthrope anglais né et mort à Derby, où il exerce des fonctions multiples et finança plusieurs institutions au bénéfice des habitants de la ville.

## Biographie

### Vie familiale
Joseph est, avec ses aînés William et George, l'un des trois fils de Jedediah Strutt. La famille Strutt a bâti sa fortune sur un moulin à soie, coton et calicot situé sur le Morledge, à Derby.
Joseph est baptisé dans la chapelle unitarienne du quartier de Friar Gate, le 19 septembre 1765. Il suit les cours de l'école de Derby.
Il épouse en 1793 Isabella Archibold Douglas en l'église St Oswald d'Ashbourne, dans le Derbyshire. En 1801 Isabella meurt, laissant à Joseph un fils et deux filles, Caroline et Isabella. Caroline épouse Edward Hurt mais meurt en 1835. Isabella épouse John Howard Galton et donne naissance à Douglas Strutt Galton.

### Vie publique
Strutt travaille à la Derby Corporation à partir de l'âge de 28 ans, tout en assurant de nombreuses autres fonctions. Il sert comme deputy lieutenant dans la milice locale durant les guerres napoléoniennes, alors que l'Angleterre est sous la menace d'une invasion française. Il est surtout chief magistrate et maire au cours de deux mandats, dont le second, de novembre 1835 à novembre 1836, en tant que premier maire de la commune réformée de Derby.
Il est sa vie durant un réformateur social et consacre la plus grande partie de son temps au service de la ville. Il a la ferme conviction que pour gagner le respect des classes laborieuses et les détourner de « leur comportement de brute et (de) leurs plaisirs avilissants » il faut leur fournir les mêmes possibilités d'apprécier les plaisirs civilisés, expositions d'art ou loisirs de plein air, qu'aux classes privilégiées.
Strutt ouvre au public sa maison et ses jardins de Thorntree House, sur St Peter's Street ; il en fait une galerie d'art et un musée destinés aux citoyens de Derby de toutes conditions, dans le but de développer chez tous le goût pour les arts. Les pièces exposées comprenaient des sculptures de William John Coffee, inspirées de celles de l'Antiquité classique et de la Renaissance, ainsi qu'une collection de tableaux de peintres célèbres de cette dernière période. S'y ajoute un bel exemple de momies égyptiennes qui est, suppose-t-on, celle aujourd'hui présentée au musée central de Derby.
Parmi bien d'autres fonctions, Strutt occupe celle de président de l'institut de mécanique de Derby qu'il fonde en 1824 et pour les activités duquel il verse une subvention annuelle. L'exposition qui s'y tient en 1839 comprend des tableaux provenant de la collection de Strutt. Nombre d'entre eux ont rejoint, pense-t-on, le fonds initial des musées de Derby.
Il donne mille livres sterling à la société de l'Athénée (Athenaeum Society) pour la construction d'un bâtiment de même nom, galerie d'art et musée offrant collections et expositions au grand public. Il apporte aussi un soutien financier à l'infirmerie générale (future infirmerie royale) du Derbyshire, conçue et construite par son frère aîné William.
La notoriété de Strutt est surtout attachée à l'arboretum qu'il offre à la population de Derby et qui est conçu comme un lieu d'instruction, d'exercice et de divertissement. C'est également le premier parc public d'Angleterre. Strutt s'assure les services de John Claudius Loudon pour la conception du projet, dont la réalisation coûte une dizaine de milliers de livres sterling.
Strutt meurt le 13 janvier 1844 dans sa maison de St Peters Street, après avoir participé à une réunion où il a voté en faveur de l'amélioration des conditions sanitaires à Derby. Il était malade depuis un certain temps et avait subi une rechute dont il ne s'était jamais remis. Il est enterré aux côtés de sa femme Isabella, dans la chapelle unitarienne de Friar Gate. Celle-ci est détruite dans les années 1970 pour laisser place au complexe de bureaux Heritage Gate, qui intègre une chapelle unitarienne moderne.